# Erythroxylum martii
Erythroxylum martii är en tvåhjärtbladig växtart som beskrevs av Johann Joseph Peyritsch. Erythroxylum martii ingår i släktet Erythroxylum och familjen Erythroxylaceae. Inga underarter finns listade i Catalogue of Life.